# Saab 105
Saab 105 är ett militärt tvåmotorigt svenskt skolflygplan och lätt attackflygplan tillverkat av Saab AB. Planet flög för första gången den 29 juni 1963. Togs ur aktiv tjänst 18 juni 2024.
Planet användes av Sveriges försvarsmakt under beteckningen Sk 60, och av Österrikes försvarsmakt under beteckningen Saab 105 Ö, alternativt Saab 105 OE, eller J 105 Ö, då de delvis har använts som jaktplan. Österrikes flygvapen saknar dock inhemskt beteckningssystem och använder generellt tillverkarens namn på materiel.

## Historik
Saab 105 flög för första gången den 29 juni 1963. Flygplanet är tvåmotorigt samt normalt tvåsitsigt då instruktör och elev sitter bredvid varandra. Det brittiska skolflygplanet Folland Gnat utgjorde till stor del en förebild genom litenheten, funktion och syfte. Från denna utgångspunkt utvecklade man Saab 105 efter flygförvaltningens önskemål och erfarenheterna från det engelska planet. 
Den 17 juli 1967 påbörjade Flygvapnet jetutbildning på Sk 60, där den ersatte J 28C Vampire som skolflygplan typ II. Det används också av flygvapnets uppvisningsgrupp Team 60 vars specialmålade flygplan även används i flygskolans dagliga drift. Övriga användningsområden är bland annat väderflygning, sambandsflyg och målflyg.
Version Sk 60B var utrustad med möjligheter för lätt attack. Vid urvalet för denna konvertering tittade man på frontrutans skick för att siktet skulle få så lite störmoment som möjligt. Några exemplar konverterades till Sk 60C för att kunna användas för fotospaning. Denna version har en förlängd nos i vilken det ryms kameror. De två fyrsitsiga versionerna Sk 60D och Sk 60E, totalt 13 individer, saknar av utrymmesskäl katapultstolar då de två ytterligare stolarna är placerade bakom de ordinarie. Skillnaden mellan D- och E-versionerna är instrumenteringen, där D har instrument graderade enligt det metriska systemet och E har civil instrumentering, graderad i fot/knop.
Sammanlagt har 150 individer Sk 60 i olika versioner levererats till Flygvapnet. Ytterligare 40 individer såldes till Österrike i form av Saab 105OE (även känd som Saab 105Ö), som var utrustad med exportversionernas kraftigare motorer av typen General Electric J85 17B.
Under 1990-talet fick Sk 60 förbättrade prestanda i och med att de ursprungliga Turbomeca-motorerna (med svensk militär beteckning RM 9 resp RM 9B) ersattes av modernare motorer, RR-Williams FJ 44 (med svensk militär beteckning RM 15).
Försvars- och säkerhetsföretaget Saab AB ansvarar för driften och underhållet av Sk 60 under en 10-årsperiod från och med 1 juli 2009. Helhetsåtagandet som uppgår till ett värde av cirka 875 Mkr är Försvarsmaktens hittills största avtal om offentlig-privat samverkan (OPS). Den 16 oktober 2015 förlängde Försvarets materielverk (FMV) support- och underhållsavtalet med Saab, ett avtal på tre år och värt 400 miljoner kronor, och med kontraktsstart den 1 juli 2017.
Våren 2015 påbörjade Försvarets materielverk (FMV) ett projekt med att ersätta flygplanet, genom att myndigheten skickade ut en RFI, där man efterfrågade svar på ett nytt tvåsitsigt flygplan, färdigt att tas i bruk första halvåret 2020.

## Varianter

### Svenska flygvapnets varianter
- Sk 60A: Tvåsitsigt jetskolflygplan och sambandsflygplan till svenska Flygvapnet, 149 individer tillverkade som Sk 60A.[10]
- Sk 60B: Tvåsitsig attackvariant vid svenska Flygvapnet, modifierad Sk 60A med nya vapensikten.[10]
- Sk 60C: Tvåsitsig attack/spaningsvariant vid svenska Flygvapnet, med framdragen smal nos med panoramakamera. En individ nytillverkad och 29 modifierade från Sk 60A. [11]
- Sk 60D: Fyrsitsigt transportflygplan där två katapultstolar snabbt kunde ersättas med fyra vanliga flygstolar. I mitten av 1970-talet konfigurerades tio individer Sk 60A permanent till Sk 60D. Ett antal av dessa var målade i splinterkamouflage, samma som AJ 37 Viggen.[12]
- Sk 60E: Fyrsitsigt transportflygplan, men utrustat med kommersiella instrument, bland annat Instrumentlandningssystemet. Varianten användes för träna och upprätthålla förmågan hos Flygvapnets reservpiloter, vilka flög civila trafikflygplan. Sk 60E kom senare att användas som Sk 60D för sambandstransporter.[12]
- Sk 60F: Projekt för att skapa ett modernt lätt attackflygplan av Sk 60. Sk 60F skulle vara försedd med möjligheten att bära jaktroboten Rb 24J, attackroboten Rb 75, samt raketkapsel m/70.[4]
- Sk 60W: År 1993 påbörjades ett uppdateringsprogram på varianterna Sk 60A, Sk 60B och Sk 60C, där de modifierades till Sk 60W. En av de största förändringarna var den nya motorn, dubbla Williams Rolls FJ44 turbofläktmotorer med 8.45 kN (861 kgp/1,900 lbf) vardera samt digital motorstyrning. Förutom den högre dragkraft som de nya motorerna gav, var de även tystare, renare och lättare att underhålla. Den första Williams Sk 60W flögs i augusti 1995. Fram till slutet av 1990-talet kom drygt 115 individer av Sk 60A, 60B och 60C att modifieras till Sk 60W. Av Sk 60D och Sk 60E gjordes ingen modifiering, utan samtliga kvarvarande belades med flygförbud och användes som reservdelsobjekt.
- Sk 60M: Modifierad Sk 60W avsedd för målgång.[13]

### Saabs varianter
- Saab 105-1: Prototyp 1. En individ tillverkad.[4][14] Havererade den 17 juni 1966 under ryggspinnsprov. Pilot oskadd.[4]
- Saab 105-2: Prototyp 2. En individ tillverkad.[4]
- Saab 105C: Planerad civilt passagerarflygplan. Ej byggd.[4]
- Saab 105D: Planerad affärsjetvariant. Föråldrad idé och beställare saknades.[1]
- Saab 105XT: Tvåsitsig exportvariant, där XT står för Export Trainer.[4] Försedd med nya General Electric J85-motorer på 12,85 kN (2,850 lbf) dragkraft[15][3] och förstärkta balklägen för tyngre attacklast.[4] En demonstrator tillverkad från Saab 105-2 prototypen.[4]
- Saab 105G: Förbättrad variant av 105XT med ny flygelektronik, nytt navigeringssystem, SAAB BT9R ballistisk attackdator och lasersikte i nosen. Samma motorer och lastkapacitet som XT. En demonstrator tillverkad från Saab 105XT-demonstratorn.[4][16]
- Saab 105XH: Föreslagen variant till det schweiziska flygvapnet, där XH står för "Export Helvetia", latinskt namn på Schweiz. Ej byggd.[16][3]
- Saab 105Ö: Variant baserad på 105XT till österrikiska flygvapnet (internationellt känd som Saab 105OE), Ö eller OE står för just Österrike. Av 40 tillverkade individer levererades den första i juli 1970 och den sista 1972. Dessa ersatte de Havilland Vampire och Saab 29 Tunnan.[17][3] I österrikisk tjänst benämns de ibland J 105 Ö då de delvis skulle användas som jaktplan.[4] Det österrikiska flygvapnet har dock inget fast beteckningssystem och använder generellt tillverkarens beteckningar på sin materiel.[5] Trots att Österrike var förbjuden från att använda robotvapen under kalla kriget var Saab 105Ö försedd med kapacitet att skjuta jaktrobotar av typen AIM-9 Sidewinder.[4]
- Saab 105S: Av Saab föreslagen demonstrator till det finländska flygvapnet. Finland valde dock istället BAE Systems Hawk som skolflygplan.[18]

## Användare
| Flygvapen            | Benämning                          | Benämning                      | Antal | Tjänstetid | Roll                                                                  | Construction Number (C/N) | Basering(ar)                                      |
| Flygvapen            | Tillverkare                        | Användare                      | Antal | Tjänstetid | Roll                                                                  | Construction Number (C/N) | Basering(ar)                                      |
| -------------------- | ---------------------------------- | ------------------------------ | ----- | ---------- | --------------------------------------------------------------------- | ------------------------- | ------------------------------------------------- |
| Svenska flygvapnet   | Saab 105                           | Sk 60                          | 150   | 1967– 2024 | Lättattackflygplan, sambandsflygplan, skolflygplan, transportflygplan | 60001–60150               | F 3, F 5, F 10 F 16, F 17M, F 18, F 20, F 21, MFD |
| Österrikes flygvapen | Saab 105 XT Saab 105 OE Saab 105 Ö | Saab 105 OE Saab 105 Ö J 105 Ö | 40    | 1970–2020  | Sambandsflygplan, skolflygplan, transportflygplan                     | 105401–105440             | Überwachungsgeschwader (Fliegerregiment 3)        |

## Liknande flygplan
- Aero L-29 Delfín
- BAC Jet Provost
- Canadair CT-114 Tutor
- Cessna T-37 Tweet
- Fouga CM.170 Magister
- HAL HJT-16 Kiran

## Galleri

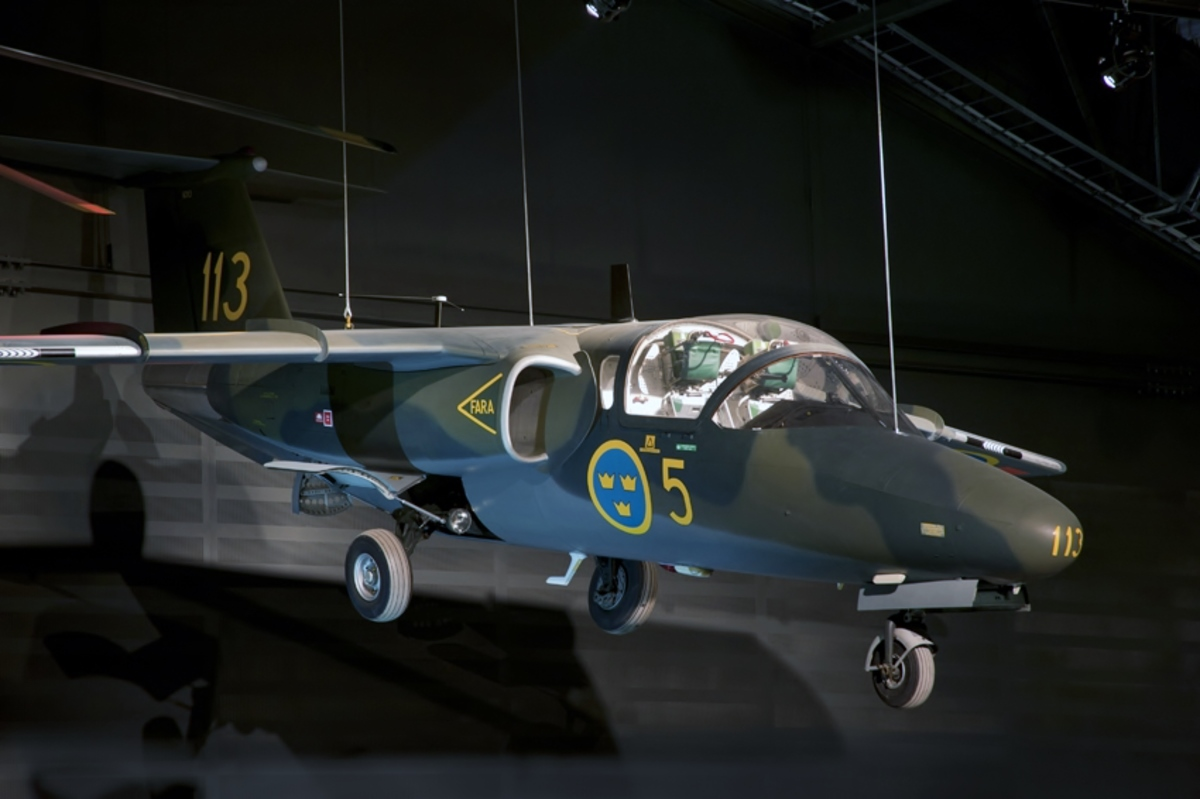
Sk 60A (C/N 60113), grundvariant försedd med Draken-kamouflage.
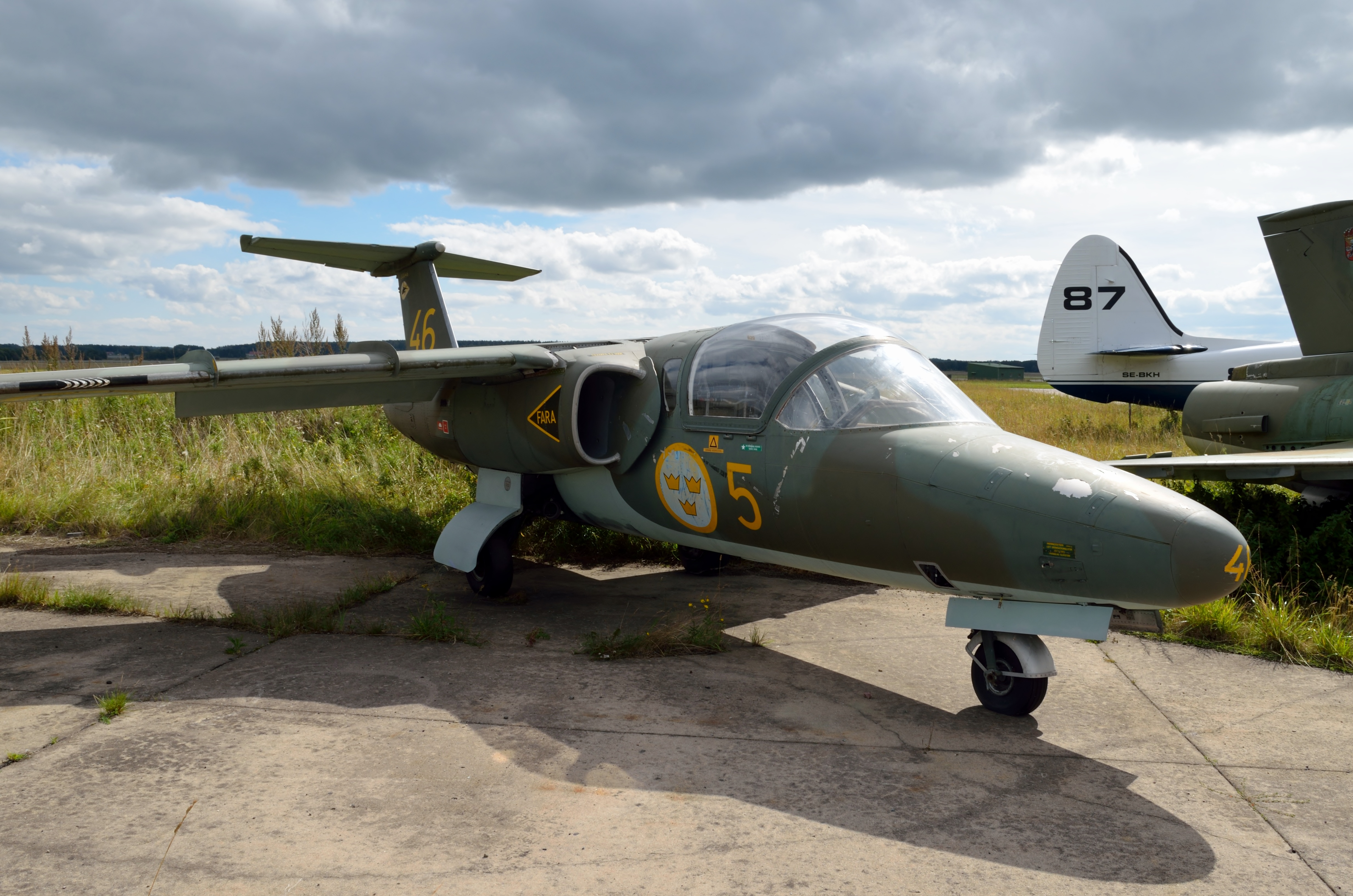
Sk 60B (C/N 60046), attackvariant
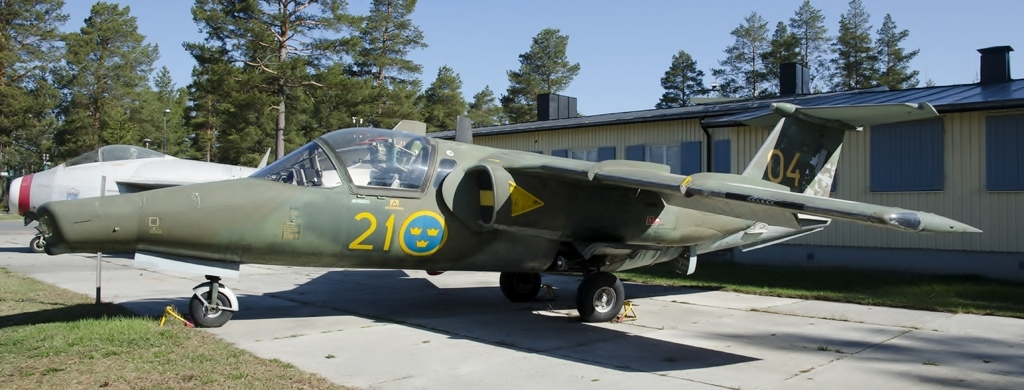
Sk 60C (C/N 60004), spaningsvariant
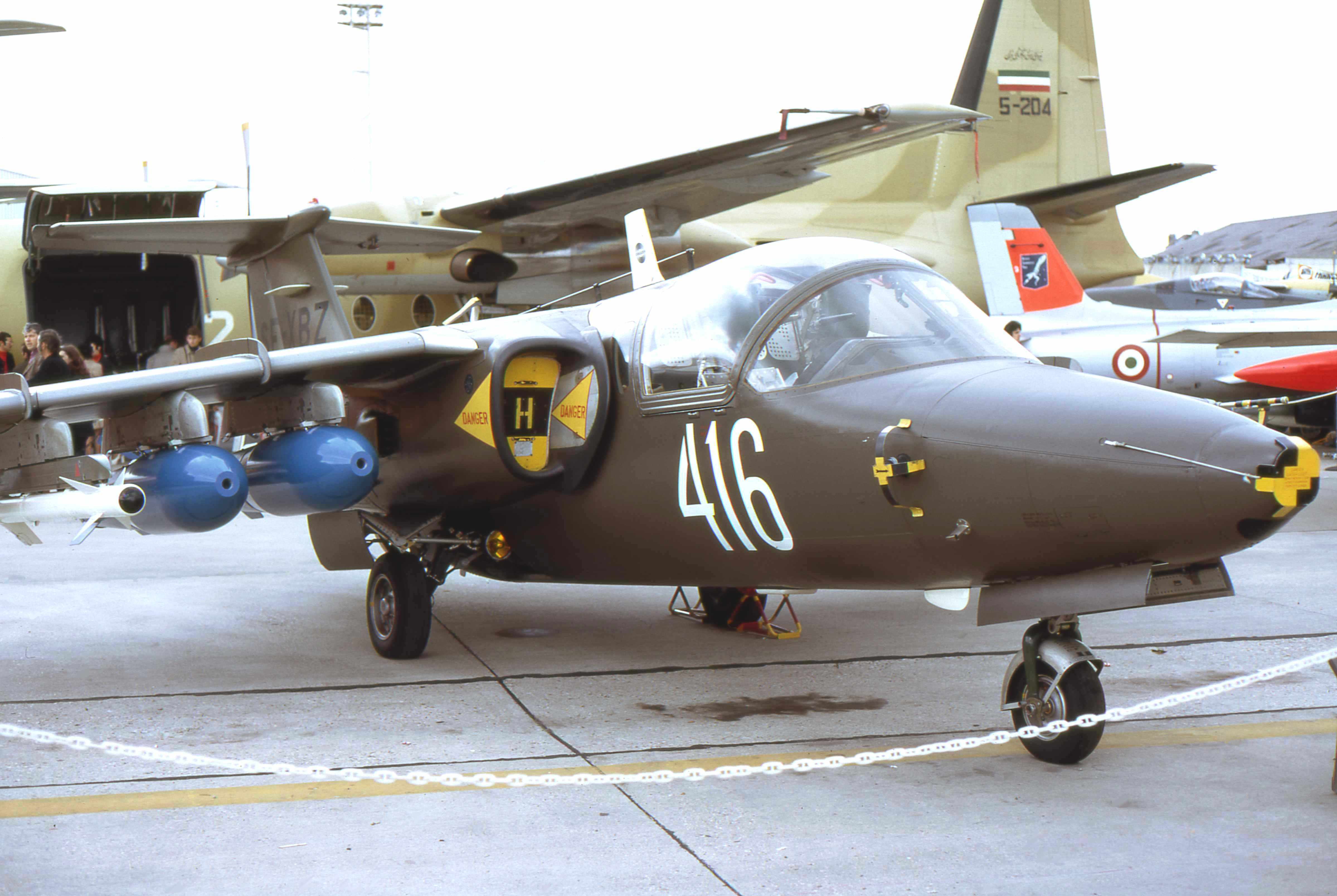
Saab 105G (Provflygplan 105-2)
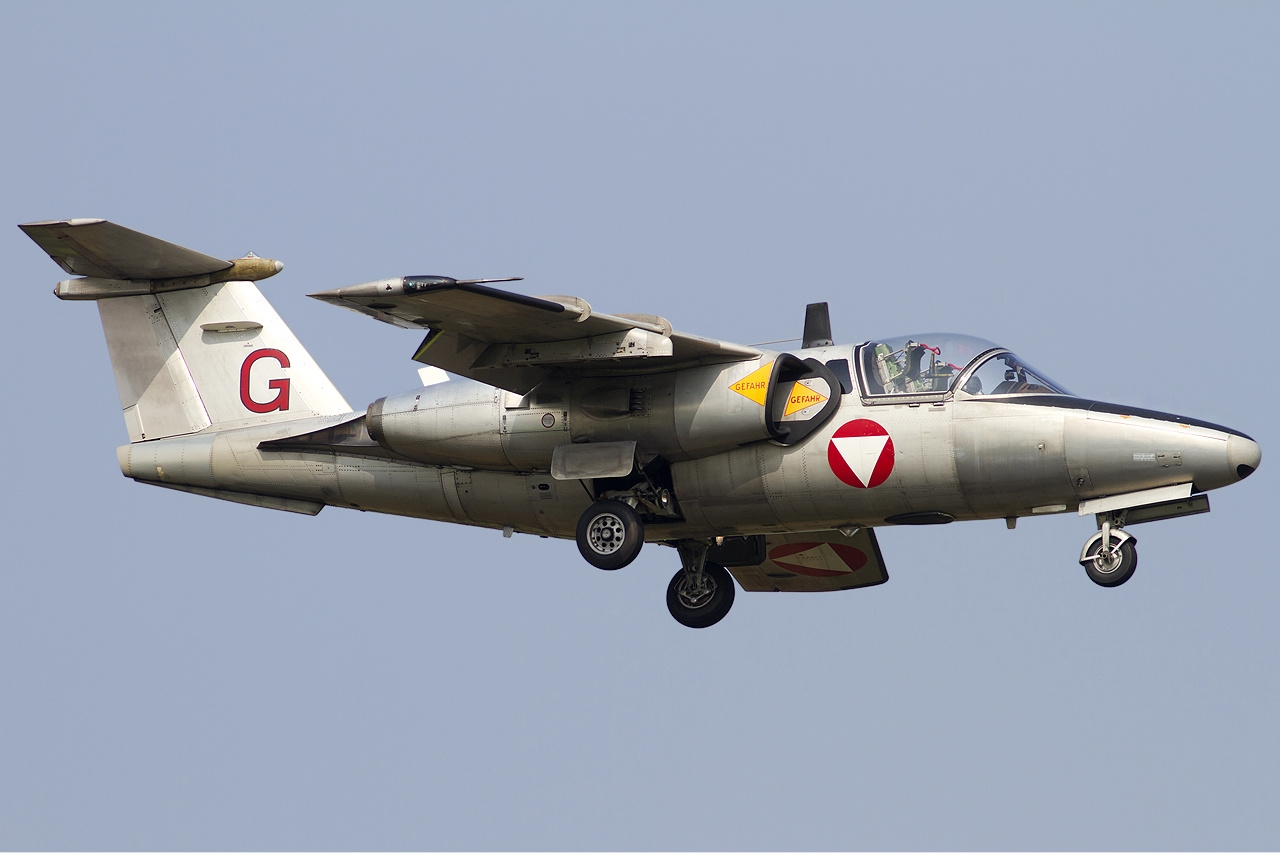
Saab 105OE